# أسلحة (فلم 2025)
أسلحة (بالإنجليزية: Weapons) هو فلم رعب وغموض أمريكي صدر عام 2025 من كتابة وإنتاج وإخراج زاك كريغر. يشارك في بطولته جوش برولين، جوليا غارنر، كاري كريستوفر، ألدن إرينريك، أوستن أبرامز، بيندكت وونغ، وإيمي ماديغان. تدور أحداثه حول قضية غامضة تتعلق بسبعة عشر طفلًا من نفس الفصل الدراسي يفرّون ليلًا بشكل غامض، ويبدو أنهم قد اختُطفوا بواسطة قوة غير مرئية.
عُرض الفلم أولًا في الفلبين في 6 أغسطس 2025، ثم طُرح في الولايات المتحدة بواسطة وارنر براذرز بيكتشرز في 8 أغسطس 2025. حظي الفيلم بإشادة من النقاد الذين أثنوا على إخراج كريغر وحقق 155 مليون دولار عالميا.

## الحبكة
يُقدَّم الفيلم بأسلوب سرد غير خطي، حيث ينتقل بين عدة شخصيات تتقاطع قصصهم وتتلاقى في مرحلة معينة. وفيما يلي ملخص خطي لأحداث القصة:
يبدأ السرد بصوت طفل راوٍ يوضح أنّه في أحد أيام الأربعاء قبل عامين، في بلدة مايبروك بولاية بنسلفانيا، خرج سبعة عشر طفلًا من تلاميذ الصف الثالث في فصل المعلمة جوستين غاندي من منازلهم فجأة عند الساعة 2:17 صباحًا واختفوا؛ ولم يتبقَّ سوى تلميذ واحد هو أليكس ليلي.
بعد مرور قرابة شهر على الحادثة، يضع المدير ماركوس ميلر المعلمة جوستين في إجازة مؤقتة وسط تصاعد شكوك المجتمع حول تورطها في اختفاء الأطفال. وبينما تعاني جوستين من الاكتئاب والعزلة الاجتماعية، تنتكس إلى إدمان الكحول مجددًا وتلجأ إلى صديقها السابق، ضابط الشرطة بول مورغان. وبسبب قلقها على أليكس، تراقبه جوستين حتى منزله، ولاحظت أنّ نوافذ المنزل مغطاة بالصحف وأنّ والدي أليكس يجلسان بلا حراك في الظلام، ما دفعها إلى مطالبة ماركوس بإجراء فحص سلامة للعائلة. وعند عودتها لاحقًا إلى منزل أليكس، تغفو جوستين في سيارتها، لتفاجأ بخروج والدة أليكس مترنحة من المنزل، تدخل السيارة وتقص خصلة من شعر جوستين.
في هذه الأثناء، يبدأ آرشر غراف، والد الطفل المفقود ماثيو، تحقيقه الخاص بعد شعوره بالإحباط من بطء تقدم الشرطة. ومن خلال مراجعة تسجيلات كاميرات المراقبة، يكتشف أنّ مسار هروب الأطفال جميعًا يتقاطع عند نقطة محددة، لكنه يفشل في تحديد مكانها بالضبط. كلٌّ من جوستين وآرشر تراودهما أحلام غامضة عن الأطفال المفقودين وامرأة غريبة بوجه يشبه المهرج.
يواجه الضابط بول صراعًا مع إدمانه السابق على الكحول، وخلال تفتيشه للمشرّد ومدمن المخدرات المحلي جيمس، يُصاب بوخز إبرة عن طريق الخطأ، ما يدفعه لضرب جيمس في نوبة غضب. وعندما يكتشف أن كاميرا سيارة الشرطة التقطت المشهد، يطلق سراح جيمس خشية الفضيحة، لكن يُخبره قائده لاحقًا أن المقطع قد يتم تسريبه في حال تقدّم جيمس بشكوى. بعد ذلك، يقتحم جيمس منزل أليكس بغرض السرقة، ليكتشف والدي أليكس والأطفال المفقودين في القبو في حالة سكون تام. يبلغ الشرطة بما رآه على أمل الحصول على مكافأة 50 ألف دولار، لكن بول، خشية الإبلاغ عنه، يطارده في الغابة. وأثناء هروبه، يمر جيمس بجانب المرأة ذات الوجه المهرّج ويختبئ في خيمته، إلا أنّ بول يعثر عليه. وبعد أن يخبره جيمس بأنّه يعرف مكان الأطفال المفقودين، يتجه بول إلى منزل أليكس تاركًا جيمس مكبّلًا في السيارة، ثم يعود لاحقًا ويسحبه إلى داخل المنزل.
في المدرسة، يزور المرأة ذات الوجه المهرّج — غلاديس، عمّة أليكس الغريبة التي أصبحت وصيًّا على العائلة بعد مرض والديه — المدير ماركوس. يصر ماركوس على مقابلة والدي أليكس لإجراء فحص السلامة. لاحقًا، تتسلل غلاديس إلى منزل ماركوس وزوجه تيري، وتصنع تعويذة باستخدام شريط سرقته من ماركوس وخصال شعر من تيري وجوستين، فتسحر ماركوس وتجبره على قتل تيري ومطاردة جوستين. وفي محطة وقود، يهاجم ماركوس جوستين ويقطع شجارها مع آرشر، قبل أن تصدمه سيارة فترديه قتيلًا. بعد الحادث، يتصالح جوستين وآرشر بعد أن يدرك الأخير أن ماركوس كان يجري في نفس اتجاه الأطفال حين خرجوا من منازلهم، ويُظهر آرشر أدلته لجوستين، فتكتشف أن نقطة التلاقي تقع عند منزل أليكس.
يُكشف لاحقًا أن غلاديس ساحرة قادرة على سحر ضحاياها إمّا لاستنزاف طاقتهم وتجديد شبابها أو للسيطرة عليهم وتحويلهم إلى أدوات قتل. بعد أن سحرت والدي أليكس وهددتهما، أجبرت أليكس على إحضار متعلقات شخصية من زملائه في الصف، واستعملت هذه الأغراض في طقس لاستدعاء الأطفال إلى منزل أليكس، حيث احتجزتهم في القبو لتتغذى على طاقاتهم الحياتية.
يقتحم جوستين وآرشر منزل أليكس، لكنهما يتعرضان لهجوم من بول وجيمس المسحورَين قبل أن تتمكن جوستين من الاستيلاء على مسدس بول وقتلهما. بينما يبحث آرشر عن ماثيو في القبو، تقوم غلاديس بسحره ودفعه لمهاجمة جوستين. في هذه الأثناء، يتمكّن أليكس من الهروب من والديه المسحورين وينجح في نسخ تعويذة غلاديس باستخدام خصلة من شعرها المستعار. يخرج الأطفال من القبو ويطاردون غلاديس في أرجاء الحي قبل أن يمزقوها إربًا. بموتها، يتحرر جميع ضحاياها من سحرها، لكن معظمهم، باستثناء آرشر، يبقون في حالة سبات ذهني.
في الختام، يوضح الراوي أن أليكس انتقل للعيش مع عمّة أخرى بعد إدخال والديه إلى مصحة نفسية، وأن جميع الأطفال أُعيدوا إلى عائلاتهم، بينما استعاد بعضهم قدرتهم على الكلام مع مرور الوقت.

## طاقم التمثيل
- جوش برولين بدور آرتشر غراف، والد ماثيو، أحد الأطفال المفقودين.[7]
- جوليا غارنر بدور جوستين غاندي، معلمة تكتشف أن معظم صفها قد اختفى.[7]
- كاري كريستوفر بدور أليكس ليلي، الطفل الوحيد من صف جوستين الذي لم يختفِ.
- ألدن إرينيرك بدور بول مورغان، ضابط شرطة على علاقة معقدة بجوستين.[7]
- أوستن أبرامز بدور جيمس، مدمن مخدرات مشرّد ولصّ.
- بيندكت وونغ بدور أندرو ماركوس، مدير المدرسة.
- إيمي ماديغان بدور غلاديس ليلي، "العمة الكبرى" لأليكس.
- توبي هاس بدور إد لوك، قائد الشرطة ووالد دونا.
- جون دايان رافائيل بدور دونا مورغان، زوجة بول.
- ويتـمر توماس بدور السيد ليلي، والد أليكس المحب.
- كالي شوتيرا بدور السيدة ليلي، والدة أليكس المحبة.
- كلايتون فاريس بدور تيري ماركوس، زوج أندرو.
- لوك سبيكمان بدور ماثيو غراف، ابن آرتشر وأحد طلاب جوستين المفقودين.

- سكارليت شير بدور الراوية الطفلة في الفلم.

## الإنتاج

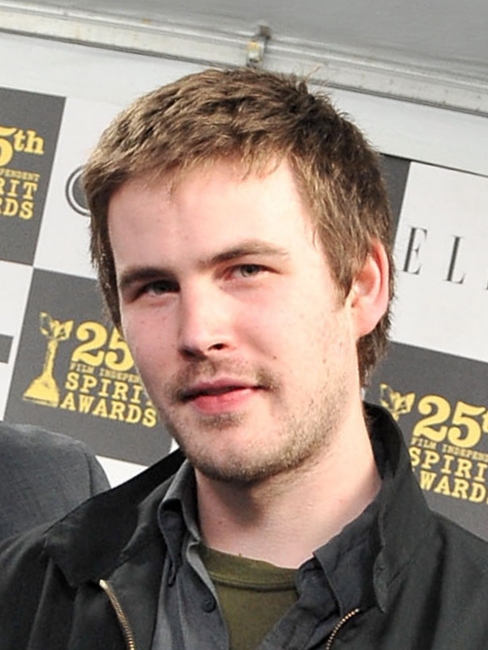
قام زاك كريغر (في الصورة) ببيع حقوق سيناريو الفلم في مزاد مقابل 38 مليون دولار.

### التطوير
بعد النجاحين المالي والنقدي لفلمه بربري الصادر عام 2022، بدأ زاك كريغر العمل على نصّ جديد بعنوان "أسلحة" (Weapons)، وُصِف بأنه "ملحمة رعب" تحمل طابعًا شخصيًا أكثر للمخرج، مستلهمة جزئيًا من فيلم ماغنوليا (1999) للمخرج بول توماس أندرسون ومن رواية "زيارة من فرقة الغوغاء" للكاتبة جينيفر إيغن. استلهم كريغر فكرة كتابة السيناريو بعد وفاة صديقه المقرّب وزميله الإبداعي تريفور مور. دخل نصّ الفيلم إلى السوق في 22 يناير 2023، ما أثار منافسة شرسة بين عدة استوديوهات كبرى، بما في ذلك نتفليكس، نيو لاين سينما، تري ستار بيكتشرز ويونيفرسال بيكتشرز.
وفقًا لكريغر، وُزّع النص عبر تطبيق إمبرشوت (Embershot) إلى الاستوديوهات في 23 يناير 2023 الساعة 8:00 صباحًا، وبحلول الساعة 9:30 صباحًا، تواصل معه مايكل دي لوكا، الرئيس التنفيذي لشركة وارنر برذرز بيكتشرز، لإبرام الصفقة. حصلت نيو لاين سينما على حقوق الفيلم خلال 24 ساعة بعد تقديمها عرضًا بقيمة 38 مليون دولار لتغطية جميع التكاليف، بما في ذلك الإنتاج والرواتب، مع حصول كريغر على 10 ملايين دولار بصفته كاتبًا ومخرجًا ومنتجًا، إلى جانب امتلاكه حق المونتاج النهائي (رهناً بردود الفعل في العروض التجريبية) وضمان عرض سينمائي واسع. أما عرض يونيفرسال فجاء أقل بمقدار 7 ملايين دولار من عرض وارنر برذرز.
تسببت المنافسة في خلاف داخلي، حيث انفصل المخرج جوردان بيل، الذي شاركت شركته مونكي باو للانتاج في المزايدة بالتعاون مع يونيفرسال، عن مديري أعماله القدامى جويل زاداك وبيتر برينسيباتو — الأخير كان مدير أعمال كريغر أيضًا — بعد خسارة الصفقة.
تولى وكيل كريغر في وكالة سي أي أي، جو مان، التفاوض على أجر مقدم قدره 10 ملايين دولار، تنازل كريغر عن 2 مليون دولار منها مقابل الحصول على 50 نقطة أرباح لاحقة من عائدات الفيلم.

### طاقم التمثيل
بين مايو ويوليو 2023، انضم كلٌّ من بيدرو باسكال، رينات رينسفي، براين تايري هنري، أوستن أبرامز، توم بيرك، وجون ديان رافائيل إلى طاقم الفيلم. إلا أنّ تأجيل الإنتاج واضطرابات العمل في هوليوود عام 2023 أدّيا إلى انسحاب باسكال، رينسفي، هنري، وبيرك بسبب تضارب مواعيد التصوير؛ وكان انسحاب باسكال تحديدًا نتيجة التزامه بفلم ذا فانتستك 4: الرحلة الأولى ضمن عالم مارفل السينمائي.
في فبراير 2024، انضم جوش برولين إلى طاقم الفيلم بديلًا عن باسكال. وفي أبريل، التحقت جوليا غارنر (بديلة رينسفي) وألدن إرينيرك (بديل بيرك) بطاقم العمل. في مايو، أُعلن انضمام بنديكت وونغ (بديل هنري)، إيمي ماديجان، وكاري كريستوفر إلى طاقم الفيلم.
أشاد كريغر بأداء ماديجان مؤكدًا أنها «أنقذت الفيلم». أوضح عند مناقشته لشخصية غلاديس أنه منحها خيارين حول خلفيتها: إما أن تكون امرأة عادية تستخدم الشعوذة لإنقاذ نفسها من مرض عضال، أو أن تكون كائنًا خالدًا يتظاهر بالإنسانية، لكنه أشار إلى أنه لم يسألها عن الخيار الذي اعتمدته في تجسيد الدور.

### التصوير
بدأ التصوير الرئيسي في أتلانتا خلال مايو 2024، واختُتم في يوليو 2024. جرى تصوير مشاهد مدرسة مايبروك الابتدائية في تاكر، بولاية جورجيا. وفقًا لمجلة تايم آوت، شهدت أكثر أيام التصوير ازدحامًا مشاركة أكثر من 170 طفلًا، حيث استعانت الجهة المنتجة بـمنسقي عمل الأطفال لضمان راحتهم أثناء فترات التوقف عن التصوير. كما صُورت مشاهد محطة الوقود خلال ثلاثة أيام في محطة بريتيش بيتروليوم (BP) ومتجرها ببلدة كوفينغتون، جورجيا.

## الموسيقى التصويرية
أُطلقت الموسيقى التصويرية لفلم أسلحة بواسطة شركة واتر تاور ميوزيك في 1 أغسطس 2025. تضمنت الموسيقى 36 مقطوعة من تأليف ريان هولاداي، هايز هولاداي، والمخرج زاك كريغر نفسه. كما تضمن المشهد الافتتاحي للفلم أغنية "احذر الظلام" (Beware of Darkness) للمغني جورج هاريسون، بينما تضمّن مشهد النهاية أغنية "تحت الشرفة" (Under the Porch) لفرقة "أم جي أم تي".

### قائمة الأغاني
| #   | عنوان                          | المدة |
| --- | ------------------------------ | ----- |
| 1.  | "Maddie"                       | 1:44  |
| 2.  | "Main Theme"                   | 1:59  |
| 3.  | "Who's There?"                 | 0:38  |
| 4.  | "Following"                    | 0:47  |
| 5.  | "Newspaper"                    | 1:25  |
| 6.  | "Don't You Find It Odd?"       | 1:02  |
| 7.  | "What Could've Happened"       | 0:56  |
| 8.  | "Nightmares"                   | 0:33  |
| 9.  | "Snip"                         | 1:21  |
| 10. | "Daybreak"                     | 0:41  |
| 11. | "Troubled Person"              | 1:04  |
| 12. | "Where Are You?"               | 4:16  |
| 13. | "Map"                          | 1:00  |
| 14. | "Waiting Game"                 | 0:49  |
| 15. | "Gasoline"                     | 1:11  |
| 16. | "Stop Right There"             | 0:51  |
| 17. | "Serious Hot Water"            | 1:01  |
| 18. | "Donna"                        | 1:00  |
| 19. | "James"                        | 1:13  |
| 20. | "Room to Room"                 | 1:51  |
| 21. | "What Did I Tell You?"         | 0:50  |
| 22. | "On a Mission"                 | 0:45  |
| 23. | "Drag"                         | 0:30  |
| 24. | "I Think She Cut My Hair"      | 2:45  |
| 25. | "Gasoline II"                  | 1:40  |
| 26. | "Homesickness"                 | 1:57  |
| 27. | "Are You Watching?"            | 0:27  |
| 28. | "Campbell's"                   | 1:47  |
| 29. | "If I Got Better"              | 1:37  |
| 30. | "Nametag"                      | 1:07  |
| 31. | "The Flight"                   | 3:42  |
| 32. | "Into the Lair"                | 2:12  |
| 33. | "One Shot"                     | 0:57  |
| 34. | "Locked"                       | 1:21  |
| 35. | "Swarm" (feat. Mary Lattimore) | 1:32  |
| 36. | "I Found You"                  | 2:32  |

## الإصدار
عُرض فلم أسلحة لأول مرة في لوس أنجلوس في 31 يوليو 2025، وصدر أولاً في الفلبين في 6 أغسطس 2025 ثم بالولايات المتحدة في 8 أغسطس 2025. كان من المقرر في الأصل أن يُطرح في 16 يناير 2026. كانت أوائل العروض المسبقة للفيلم يوم الخميس قد أُقيمت عند الساعة 2:17 مساءً، في إشارةٍ إلى كون توقيت 2:17 صباحًا عنصرًا محوريًا في أحداث الحبكة.

## الاستقبال

### شباك التذاكر
اعتبارًا من 18 أغسطس 2025، حقق فيلم أسلحة إيرادات بلغت 91.2 مليون دولار في الولايات المتحدة وكندا، و63.7 مليون دولار في مناطق أخرى، ليصل إجمالي إيراداته العالمية إلى 155 مليون دولار.
في الولايات المتحدة وكندا، عُرض فيلم أسلحة إلى جانب الجمعة العجيبة وسكيتش، وكان من المتوقع في البداية أن يحقق إيرادات تتراوح بين 25 و40 مليون دولار من 3200 دار عرض في عطلة نهاية الأسبوع الافتتاحية. حقق الفيلم إيرادات بلغت 5.7 مليون دولار في عروض يوم الخميس. بعد أن حقق إيرادات بلغت 18.2 مليون دولار في شباك التذاكر يوم الجمعة، بما في ذلك عروض يوم الخميس، أصبح من المتوقع الآن أن يحقق الفيلم إيرادات تتراوح بين 40 و43 مليون دولار في عطلة نهاية الأسبوع الافتتاحية. افتُتِح الفيلم بإيرادات بلغت 43.5 مليون دولار، متصدِّرًا شباك التذاكر، ومسجِّلًا رقمًا قياسيًا جديدًا لشركة وارنر برذرز باعتبارها أول استوديو في التاريخ يحقّق إنجاز طرح ستة أفلام متتالية في المركز الأول بإيرادات افتتاحية تتجاوز 40 مليون دولار. تراجعت إيرادات الفيلم بنسبة 43٪ فقط في عطلة نهاية الأسبوع الثانية، محققًا 25 مليون دولار.

### الاستجابة النقدية
على موقع تجميع المراجعات روتن توميتوز، 94% من أصل 325 مراجعة كانت إيجابية، وجاء في إجماع آراء الموقع: "زاك كريجر ينسج بحرفية عالية قصة مليئة بالغموض المرعب والإثارة المشوقة في الفلم، وهو إنجاز ثانٍ يرسّخ مكانته كأحد أساتذة الرعب." أما موقع ميتاكريتيك، الذي يستخدم متوسطًا مرجحًا، فقد منح الفلم درجة 81 من 100، بناءً على 46 مراجعة، مشيرًا إلى "إشادة عالمية". أعطى الجمهور الذي أُستطلع رأيه بواسطة سينماسكور الفيلم تقييمًا متوسطًا "A-" على مقياس من A+ إلى F، بينما أعطاه الذين أُستُطلع رأيهم بواسطة بوست تراك تقييمًا متوسطًا 4 من 5 نجوم، مع قول 65% أنهم "يوصون به بالتأكيد".
منح جون نوجنت من مجلة إمباير الفلم تقييمًا كاملًا (5 من 5 نجوم) وكتب: "الفلم بأكمله، في الواقع، شيء لا ينبغي أن ينجح، لكنه ينجح. هل يمكن لفلم عن الأطفال المفقودين والحزن أن يكون مُرضيًا للجمهور؟ في يد زاك كريجر، يبدو الأمر شبه سهل." أما براين تاليريكو من RogerEbert.com فقد منح الفلم 3.5 من 4 نجوم واعتبره متابعة متفوقة لفلم بربري، مضيفًا: "أحد أكبر نقاط قوة سيناريو كريجر الطموح هو رفضه التام لربط كل الخيوط بالطريقة التي فعلتها الكثير من أفلام الرعب الرفيع مؤخرًا. ومع ذلك، ليس من الصعب قراءة الحدث الرئيسي في الفلم كاستعارة لإطلاق نار في مدرسة." أشاد بيتر ديبروج من فارايتي بالفلم وكتب: "بغض النظر عن شعورك تجاه النهاية المرة الحلوة (والكثيرون سيتقبلونها بسرور)، فقد حقق كريجر إنجازًا رائعًا هنا، إذ صاغ حكاية ما قبل النوم قاسية وملتوية من النوع الذي ربما كان الأخوان غريم ليقدماه — ليست النسخة الصديقة للأطفال من ديزني، بل تلك التي يقتل فيها الشخصيات بأمر، ويصعب على الجمهور النوم بعدها." أما تيم غريرسون من Screen Daily فأشار إلى أن: "كريجر قام بعمل رائع في الإجابة عن الألغاز التي ألمح إليها طوال مدة العرض"، مضيفًا: "الفلم يوازن بمهارة بين توتراته المختلفة، وتُحرر جميعًا بشكل تطهيري خلال آخر 20 دقيقة، التي كانت منظمة ببراعة وعنيفة بصريًا."
منح توم يورجنسن من أي جي إن الفلم تقييم 9 من 10 وكتب: "الفلم هو مزيج أنيق ومكتمل من الأنواع السينمائية، حيث يصقل المخرج والكاتب زاك كريجر مزيج فلم بربري من التوتر الذي لا يُحتمل والفكاهة السوداء إلى مستوى جديد من الحدة المتناهية." أما مارك كينيدي من أسوشيتد برس فقد منح الفلم 4.5 من 5 نجوم وكتب: "إذا كان فلم بربري قد ظهر بشكل مفاجئ قبل ثلاث سنوات معلنًا عن صوت جديد ومثير في عالم السينما، فإن هذا الفلم لا يخيب الآمال، لكنه لا يمتلك ميزة عنصر المفاجأة."
في المقابل، قدّم ويليام بيبياني من TheWrap مراجعة أقل إيجابية، قائلًا: "سأتناول بالتفصيل أسباب تعثر أأسلحة بعد طرح الفلم وإتاحة الفرصة للناس لمشاهدته بأنفسهم. وحتى ذلك الحين، استعدوا لأن تصابوا بالاضطراب الشديد من الفلم."

### الجوائز
في 30 يونيو 2025، رُشِّح الفلم لجائزة أفضل فيلم مرتقب ضمن حفل جوائز أسترا منتصف الموسم الثامن.

## المستقبل
تحدَّث كريغر عن إمكانية إنتاج جزءٍ ثانٍ من الفلم في مقابلة مع مجلة فارايتي، قائلًا: «لديّ فكرة أخرى تدور في هذا العالم وأنا متحمّس لها نوعًا ما. لن أعمل عليها في مشروعي المقبل، وربما لن تكون حتى بعد الفيلم الذي سيليه، لكن لديّ الفكرة بالفعل وأرغب في رؤيتها على الشاشة يومًا ما».